# Batalha de Crécy
Batalha de Crécy, que teve lugar em 26 de agosto de 1346, foi o primeiro grande confronto da Guerra dos Cem Anos, entre os exércitos de Filipe VI, da França, e Eduardo III, da Inglaterra, que terminou com a vitória dos ingleses. Ali foram utilizados os primeiros canhões.

## História

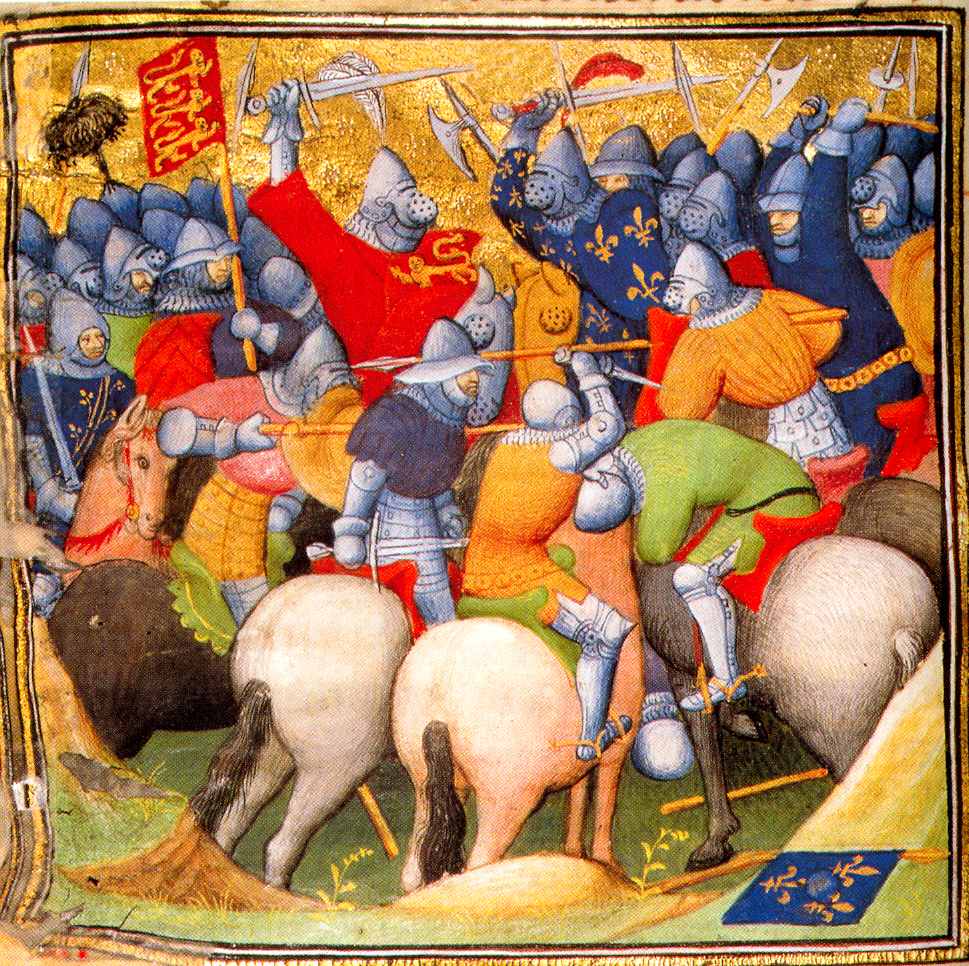
Pintura francesa do século XV retrata a Batalha de Crécy, de 1346.

,A batalha de Crécy foi um dos grandes fiascos da França na Guerra dos Cem Anos. Apesar de contar com um exército de entre 20.000 e 40.000 guerreiros, Filipe VI foi derrotado pelas combalidas forças inglesas que, segundo estimativas, não ultrapassavam os 14.000 homens.
O rei inglês, Eduardo III, havia reivindicado o trono francês (ato que justificativa pela existência de sua ascendência francesa por parte de sua mãe), após uma disputa com Filipe VI pela vassalagem do Ducado da Aquitânia. Em julho de 1346, os ingleses enviaram uma frota de 750 navios e uma tropa de 15.000 homens e desembarcaram no norte da França e começaram a conquistar e saquear as cidades da região. Filipe VI e seu aliado João da Boêmia começaram a reunir um grande exército para deter as forças inglesas e o conflito se tornou generalizado.

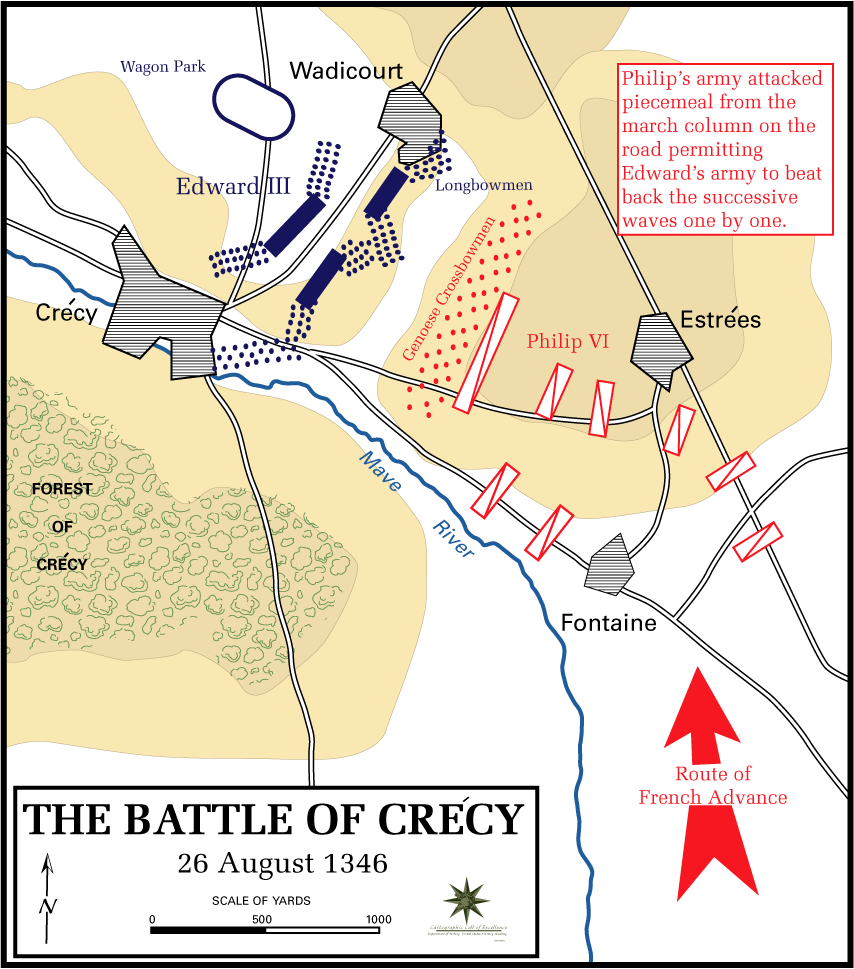
Mapa tático da Batalha de Crécy. Na batalha, Eduardo III da Inglaterra dispôs seus arqueiros nas laterais, com o que surpreendeu e derrotou Filipe VI de França, na primeira década da guerra dos cem anos.

Um ponto decisivo para o sucesso de Eduardo III nesta campanha foi a estratégia de batalha. O monarca dispôs seu exército no topo de uma colina, restringindo o combate pelo lado inglês à infantaria. Filipe VI, por seu turno, contava com uma vitória arrasadora da cavalaria francesa, cuja nata fizera reunir nas cercanias de Crécy-en-Ponthieu (ao sul de Calais).
Os franceses iniciaram as ações ofensivas com o ataque de 6 000 besteiros, mercenários contratados a Gênova para participar da batalha. A chuva que caíra na noite anterior, entretanto, danificara as bestas, que possuíam um alcance menor do que o dos arcos empregados pelos inimigos. Os ingleses, que haviam recolhido suas armas durante a tempestade, não tiveram deste modo qualquer dificuldade em abater os genoveses, que bateram em retirada sofrendo grandes perdas.
Irritados com este primeiro fracasso, mas confiantes em uma vitória que parecia assegurada graças à sua superioridade numérica, os cavaleiros franceses partiram então para o ataque. No caminho, abateram os besteiros e partiram para cima dos ingleses de forma completamente desorganizada. O terreno enlameado em aclive, entretanto, não era adequado à carga em montaria, e aos diversos obstáculos que já haviam sido preparados pelos ingleses, dos quais somavam-se agora os corpos dos besteiros genoveses que haviam sido abatidos na primeira fase da batalha.
Os cavalos franceses começaram então a refugar a carga e jogar os cavaleiros sobre a lama. Derrubados com facilidade pelos arqueiros inimigos, eles tornavam-se novos obstáculos ao avanço do exército de Filipe VI. Os ingleses empregavam arcos leves que disparavam flechas de uma distância de 40m. Seu impacto, além de matar, chegava a perfurar a armadura dos soldados franceses.
Os exércitos franceses tentaram 16 vezes romper as linhas inglesas, sem sucesso.

## Perdas
Estima-se que as perdas do lado francês girem em torno de 6 000, incluídos os besteiros genoveses. Entre estes, incluíam-se em torno de 1 500 cavaleiros e 11 príncipes. Do lado inglês, as estimativas giram em torno de 300 homens (embora este número, muito baixo, tenha sido frequentemente questionado pelos historiadores).
Alguns dos nobres importantes que faleceram na batalha de Crécy foram:
- Carlos II de Alençon (nascido em 1297), irmão de Filipe VI
- João I da Boêmia (nascido em 1296), pai de Carlos IV

## Importância histórica
A derrota na batalha de Crécy mostrou aos orgulhosos cavaleiros franceses, que ainda apostavam na superioridade numérica e numa cavalaria numerosa, que ou o exército se modernizaria - o que foi conseguido com notável prejuízo para os cofres do país - ou perderia a guerra e o trono para a Inglaterra.